# Rupert Sheldrake
Rupert  Alfred Sheldrake, född 28 juni 1942 i Newark-on-Trent i England i Storbritannien, är en brittisk växtbiolog, biokemist, författare, föredragshållare och debattör. Han har författat över 80 publikationer, 16 böcker (sju av dem tillsammans med andra renommerade forskare och författare såsom kaosforskaren och matematikern Ralph Abraham, teologen Matthew Fox, barnboksförfattarinnan Kate Banks och vetenskapsförfattaren och skeptikern Michael Shermer), bidragit med många essäer i ett flertal andra böcker, tidskrifter, tv- och radioprogram, samt ljud- och videolänkar på internet.
Sheldrake är känd för främst två saker:  
- för sina tidiga banbrytande insatser inom växtbiologin (såsom forskningen kring växthormonet auxin och apoptos) under sina första tio år inom den akademiska forskningsvärlden;
- för sina okonventionella och kontroversiella naturvetenskapliga teorier som han har ägnat sig åt under senare delen av sin karriär, såsom morfisk resonans och morfogenetiska fält, oförklarliga fenomen hos djur och människor (bland annat det sjätte sinnet), och för diskussioner om paradigmskiften i naturvetenskap, filosofi, psykisk forskning (inom gränslandet till parapsykologi), religion och spiritualitet, där han strävar efter att bredda naturvetenskapens forskningsfält och att möjliggöra konstruktiva dialoger mellan dessa olika områden.

## Biografi
Rupert Sheldrake studerade 1960–1963 naturvetenskap vid Clare College och universitetet i Cambridge i England, där han vid sin slutexaminering 1963 erhöll Cambridge University Botany-priset. 1963–1964 erhöll han Frank Knox-stipendiet för att studera filosofi och vetenskapshistoria vid Harvard University i Massachusetts, USA. Därefter återvände han till universitetet i Cambridge i England för att påbörja en forskarutbildning i växtbiokemi och disputerade 1967 med avhandlingen The Production of Hormones in Higher Plants.
1967–1974 forskade Sheldrake vidare vid avdelningen för biokemi och cellbiologi vid universitetet i Cambridge, där han också blev studierektor. Under denna tid forskade han både på utvecklingsbiologi och apoptos hos högre växter i England, såväl som på tropiska växter vid University of Malaysia i Kuala Lumpur. 1974–1978 var han institutsledare vid International Crops Research Institute for the Semi-Arid Tropics (ICRISAT), Hyderabad, Indien, där han utförde omfattande studier i Indien och Mellanöstern, som bland annat ledde till förbättrade skördestrategier för bönderna i dessa områden. 1978–1979 tog han ett sabbatsår hos Ashrama, hos den brittiske benediktinmunken Bede Griffiths (Alan Richard Griffiths), en välkänd brittisk religionsförmedlare mellan kristendom och hinduism, och började att skriva om sina observationer och nya spekulationer kring utvecklingsbiologi. 1980–1985 var Sheldrake växtkonsult hos ICRISAT, Hyderabad, Indien.
Från och med 1986 och framåt har Sheldrake verkat som gästprofessor, gästforskare eller forskningsledare vid en rad olika universitet och alternativa lärosäten, såsom John F. Kennedy University i Orinda, California, Institute of Noetic Sciences i San Francisco, California,  Universiteten i Sydney, Melbourne och Tasmania i Australien, och Universitetet  i Auckland, Nya Zeeland, Schumacher College i Dartington, Devon, Temenos Academy i London, Woods Hole Oceanographic Institution i Cape Cod, Graduate Institute i Connecticut, USA Massachusetts, USA, Wisdom University i Oakland, California, och Trinity College i Cambridge (som Perrott-Warrick Senior Researcher).

## Författarskap och alternativa forskningsgärningar
1981 publicerade Sheldrake sin första bok New Science of Life: The Hypothesis of Formative Causation. I denna bok lägger han fram sina teorier om morfogenetiska fält och morfisk resonans för att belysa en fråga som har gäckat utvecklingsbiologerna sedan länge, nämligen vad som styr processerna för bildning av olika strukturer, från molekyler till organismer. Med hjälp av ett koncept från utvecklingsbiologin (morfogenetiska fält) som hade föreslagits redan i början på 1920-talet av Hans Spemann, Alexander Gurwitsch och Paul Alfred Weiss, utvecklade Sheldrake detta koncept vidare och lade då fram hypotesen att nedärvning inte enbart kan bero på gener, utan skulle kunna bero på både gener och morfisk resonans. Sheldrake föreslog att detta nya koncept ger därmed en större möjlighet att utvidga vår förståelse för nedärvning och utveckling av såväl biologiska som icke-biologiska system (till exempel kristaller). Denna bok blev kraftigt omdebatterad. Flera vetenskapliga kretsar kallade den för pseudovetenskaplig, att evidens för teorin saknas, och att den motsägs av genetiska och embryologiska rön. Trots detta blev boken väl mottagen i flera kretsar och den har översatts till flera olika språk, inklusive svenska. Efter utgåvan av sin första bok år 1981 har Sheldrake vidareutvecklat sina hypoteser kring morfisk resonans och andra nedärftlighetsmekanismer i olika typer av system (från enstaka molekyler, enstaka individer hos olika arter, till kollektiva flockar hos djur och människor). Dessa studier sammanfattades 1988 i boken The Presence of the Past: Morphic Resonance and the Habits of Nature. Under de påföljande åren utvidgade Sheldrake dessa teorier genom studier av en rad oförklarade fenomen hos djur och människor (bland annat det så kallade sjätte sinnet), till exempel telepatiska egenskaper hos hundar och andra djur, hur de kan hitta hem, varna för utbrott av sjukdomar, olycksfall och naturkatastrofer såsom jordbävningar. Sheldrake studerade liknande fenomen också hos människor, såsom känslan av att bli betraktad, telepati mellan mödrar och barn, vid telefonsamtal, email, med mera. Dessa studier utfördes i olika länder såsom till exempel i England, USA, Kanada, Holland, Tyskland, Schweiz samt också i Sverige. Dessa resultat har sammanfattats i en databas med över 15 000 olika fallstudier, och utvidgas fortlöpande med nya exempel och nya undersökningsmetoder, inklusive med online tester via internet, som dokumenteras i olika facktidskrifter.
Enligt Sheldrake kan många av dessa observationer inte förklaras enbart med dagens konventionella, naturvetenskapliga teorier. Han föreslår då att bland annat hypotesen om morfisk resonans skulle kunna öppna åtminstone vissa nya möjligheter till att forska vidare kring dessa fenomen. Dessa resultat och hypoteser har publicerats dels i en rad vetenskapliga publikationer, dels i tre böcker: bestsellern Dogs That Know When Their Owners Are Coming Home (1999, nyutgåva  2011), The Sense of Being Stared At (2003, nyutgåva 2012), och en bok för barn, Boy’s Best Friend (2015) tillsammans med den kända amerikanska barnboksförfattaren Kate Banks. Sheldrake föreslår att här finns det en stor potential för intressant forskning som också kan få en stor, praktisk betydelse, till exempel som en kompletterande och billig metod för förutsägelser av naturkatastrofer. Han hävdar att även om detta tema är tabu-belagt så är det inte ovetenskapligt i sig att undersöka dessa fenomen, huvudsaken är att det utförs under strikta vetenskapliga betingelser.

## Engagemang kring tvärvetenskapliga diskussioner och paradigmskiften
Sheldrake har också engagerat sig i motsättningarna mellan naturvetenskap, humaniora såsom filosofi och religion, och okonventionella och kontroversiella teman såsom spiritualitet  och mystik, och hur man kan möjliggöra konstruktiva dialoger mellan dessa. Tillsammans med renommerade antropologer, biologer, filosofer, fysiker, journalister, kaos-teoretiker, läkare, matematiker, neurologer, media program-ledare, psykoanalytiker, religionsfilosofer, skådespelare och teologer  (till exempel Ralph Abraham, Marc Andrus, David Bohm, Russell Brand,  Deepak Chopra, Richard Dawkins, Daniel Dennett, Hans Peter Dürr, Freeman Dyson, Matthew Fox, Jane Goodall, Stephen Jay Gould, Stanislav Grof, Krishnamurti, Terence McKenna, Dean Radin, Oliver Sacks, Stephen Toulmin, Mark Vernon och Andrew Weil) har han fört ett flertal tvärvetenskapliga dialoger i media och på olika forskningsinstitutioner och läroanstalter om vetenskapens roll och framtid, kreativitet, intelligens, intuition, medvetande, religion och spiritualitet. Detta ledde till publicering av ett flertal böcker  såsom The Rebirth of Nature: The Greening of Science and God (1990), Seven Experiments that Could Change the World: A Do-It-Yourself Guide to Revolutionary Science (1994), Natural Grace: Dialogues on Science and Spirituality (1996), The Physics of Angels (1996), Chaos, Creativity and Cosmic Consciousness (2001),  och The Evolutionary Mind (2005).
Trots förödande kritik från vissa konventionella vetenskapliga kretsar och journalister, erhöll Sheldrake och hans kolleger positiv kritik och flera utmärkelser från flera andra fackkretsar (inklusive naturvetare, medicinare, psykologer, new age-förespråkare, samt till och med tidigare skeptiker). Sheldrake har trots all kontroversialism blivit inbjuden som föreläsare, kursledare, gästforskare eller gästprofessor hos över 30 olika universitet, forskningsinstitutioner, politiska instanser, skolor och vuxenutbildningssamfund i England och i över 20 andra länder (till exempel Amsterdam University, Cambridge University, Ecole des Beaux-Arts i Paris, Imperial College i London, New York University, Woods Hole Oceanographic Institution i USA, Niels Bohr-institutet vid Köpenhamns universitet, Oxford University i England, Vienna University i Österrike, US Congressional Clearing House, Unesco Colloquium i Venedig, Cortona week vid Eidgenössische Technische Hochschule (ETH) i Schweiz., Wisdom University, Oakland i USA, Trinity College, Institute of Noetic Sciences i California i USA, Schumacher College och Dartington i Devon, England).
År 2012 publicerade Sheldrake boken The Science Delusion (i USA, Science Set Free), som utgör en sammanfattning och vidare utveckling av hans tidigare teorier och analyser av  västvärldens naturvetenskapliga historia och dagens läge. Med utgångspunkt från detta  presenterar han tio grundläggande teser som de flesta vetenskapsmän idag tar för givna trots bristen på bevis, och som därmed kan utgöra hinder för en vidare utveckling av naturvetenskapen. Boken har blivit mycket uppmärksammad i många länder och blev bland annat nominerad som årets bok av den brittiska organisationen British Scientific and Medical Network, England. År 2013 blev Sheldrake utnämnd till en av de 100 mest inflytelserika tänkare och visionärer av Gottlieb Duttweiler Institut i Schweiz.
År 2016 publicerades boken Arguing Science - A Dialogue on the Future of Science and Spirit, som är producerad tillsammans med den välkände amerikanske vetenskapsförfattaren och grundaren av The Sceptics Society, Michael Shermer. Principiellt sett representerar författarna motsatta åsikter om flera teman, såsom huruvida vetenskapen måste förbli i grunden materiell och ateistisk, eller inte för att därmed möjliggöra en mera holistisk framtida utveckling. Även om denna fråga lämnas öppen för läsaren att bedöma, så avslutas debatten med att det viktigaste i den vetenskapliga historiska processen är att olika hypoteser får framföras och diskuteras av olika parter i samhället. 
Mellan åren 2017 och 2019 har Sheldrake publicerat två böcker kring temat vetenskap och spiritualitet under vår moderna tid: del 1: Science and Spiritual Practices - Transformative experiences and their effects on our bodies, brains and health (2017), del 2: Ways to go beyond and Why They Work - Spiritual Practices in a Scientific Age (2019). I dessa böcker undersöker Sheldrake dels vilken betydelse olika typer av kontemplativa tekniker såsom meditation, tacksamhet, ritualer, böner, sakral musik och pilgrimsfärder kan ha för människans välbefinnande och spiritualitet, dels vilken betydelse alldagliga fenomen såsom sport, husdjur och fasta kan ha för människans utveckling och spiritualitet.  

## Internationella utmärkelser
- 1963: University of Cambridge priset i botanik.
- 1963-1964: Frank Knox stipendium vid Harvard University i USA.
- 1968-1969: Royal Society Leverhulme Scholar, vid University of Malaysia, Kuala Lumpur, Malaysia.
- 1967-1973: Fellow of Clare College, Cambridge, England.
- 1970-1973: Rosenheim Research Fellow of the Royal Society, England.
- 1994:  Boken Seven Experiments that Could Change the World: A Do-It-Yourself Guide to Revolutionary Science, förlag Fourth Estate, London; Riverhead/Putnam, New York) blir nominerad till årets bok av  British Institute for Social Invention.s
- 1995: Medal of Honour, vid den årliga  festivalen "Science-Frontières" i Cavaillon, France.[26]
- 1999: Boken Dogs That Know When Their Owners Are Coming Home, And Other Unexplained Powers of Animals (förlag Hutchinson, London; Crown, New  York) blir nominerad till årets book av British Scientific and Medical Network, England.[25] Vidare så blir boken en bestseller I England, Österrike, Tyskland och USA.
- 2012: Boken  The Science Delusion (i USA Science Set Free“) blev nominerad till årets bok British Scientific and Medical Network, England.[25]
- 2013:  Nominering till en av de 100 mest inflytelserika tänkare och visionärer under år 2013 av Gottlieb Duttweiler Institut i Schweiz.
- 2014:  Doshi Bridgebuilder Award vid Loyola Marymount University, Los Angeles, USA.[27]
- 2015:  Lucia Torri Cianci-priset i Venedig, Italien för innovativt tänkande.

## Medlemskap i vetenskapliga organisationer
Fellow of the Royal Society of Arts; Fellow of the Zoological Society; Fellow of the Cambridge Philosophical Society; Member of the Society for Experimental Biology; Member of the Society for Scientific Exploration; Member of the Scientific and Medical Network; Member of the Society for Psychical Research; Member of the Parapsychological Association; Member of the British Association for the Advancement of Science.

## Familj
Sheldrake bor i London med sin fru Jill Purce som är författare, redaktör, sång- och övertonsexpert och terapeut för familjekonstellationer De har två söner.